# Tagouassoni
Tagouassoni est une commune rurale située dans le département de Niankorodougou de la province de Léraba dans la région des Cascades au Burkina Faso.